# Wimmeria pubescens
Wimmeria pubescens är en benvedsväxtart som beskrevs av Ludwig Adolph Timotheus Radlkofer. Wimmeria pubescens ingår i släktet Wimmeria och familjen Celastraceae. Inga underarter finns listade.